# 萧常哥
萧常哥（1039年—1111年），字胡独堇。辽国（契丹）外戚。国舅族人。辽天祚帝时北府宰相。
萧常哥祖父萧约直、父萧实老，均历高官。年三十多岁时，为祗候郎官。历任本族将军、松山州刺史。寿昌二年（1096年），因为女儿为燕王妃，生子，拜南院宣徽使，寿昌六年（1100年）迁汉人行宫都部署。天祚帝即位，加太子太师，为国舅详稳。乾统二年（1102年），召为北府宰相，改辽兴军节度使。乾统五年（1105年），拜北府宰相，加兼侍中。天庆元年（1111年），致仕，十月十八，去世。卒谥钦肃。1976年4月，遼寧省法庫县西南葉茂台西山遼代墓群发掘出蕭義墓誌。誌面陰刻楷書43行，各行43字，共計1745字。墓主确定为蕭常哥。

## 延伸阅读
[在维基数据编辑]
 《遼史·卷82》，出自脱脱《遼史》